# Helicella striatitala
Helicella striatitala is een slakkensoort uit de familie van de Hygromiidae. De wetenschappelijke naam van de soort is voor het eerst geldig gepubliceerd in 1985 door Prieto.